# جاك دونالدسون
جاك دونالدسون (بالإنجليزية: Jack Donaldson)‏ هو لاعب كرة قدم أسترالية أسترالي، ولد في 25 أبريل 1880 في Ballarat East, Victoria ‏ في أستراليا، وتوفي في 25 أكتوبر 1934 في Malvern East, Victoria ‏ في أستراليا.

## وصلات خارجية
- جاك دونالدسون على موقع AustralianFootball.com (الإنجليزية)
- جاك دونالدسون على موقع AFLtables.com (الإنجليزية)